# James Watt
James Watt (Greenock (Schotland), 19 januari 1736 – Heathfield Hall bij Birmingham, 25 augustus 1819) was een Schotse ingenieur die wordt beschouwd als de uitvinder van de moderne stoommachine. Maar ook is hij de uitvinder van het eerste kopieerapparaat, waar hij in 1781 patent op kreeg.

## Levensloop
Zijn vader was onder meer scheepsbouwer en zijn moeder leerde hem het nodige omdat James te zwak was om naar school te gaan. Nadat Watt als elfjarige op school kwam is hij een paar keer van school gewisseld. De middelbare school deed hij in Greenock, waar hij goed werd in wiskunde. Omdat in Greenock geen passende opleiding was ging hij in Glasgow studeren. Daar werd hem duidelijk gemaakt dat iemand met zijn capaciteiten naar Londen zou moeten om te studeren. Daar studeerde hij dan ook af. In 1756 keerde Watt om gezondheidsredenen (reuma en migraine door oververmoeidheid) terug naar Glasgow.
In 1764 trouwde hij met Margaret Miller. Ze kregen vijf kinderen, maar drie overleden op vroege leeftijd. Zijn vrouw overleed in 1773.
Ergens in 1763 repareerde Watt een stoommachine van Newcomen en begon hij manieren te bedenken om deze te verbeteren. Hij leerde John Roebuck, een eigenaar van steenkoolmijnen, kennen en Roebuck gaf Watt tijd en geld om zijn ideeën uit te werken. In 1769 kreeg hij een patent op deze verbeteringen. Roebuck bracht Watt in contact met Matthew Boulton. Boulton had een werkplaats in Birmingham en zag veel potentie in de machine. In maart 1773 kocht Boulton het patent van Roebuck en werkte samen met Watt. In 1775 werd Boulton and Watt opgericht. Een specifieke toepassing van de stoommachine van Watt is te vinden in de stoomlocomotief, waar hij in 1784 een patent op kreeg.
In 1800 ging Watt met pensioen en zijn zoon, James Watt (Junior) (1769–1848), nam zijn positie over in Boulton and Watt. Vanaf die tijd leefde hij in Heathfield Hall, bij Birmingham en hij bleef actief. Watt vond een nieuwe methode om afstanden te meten met een telescoop, een apparaat om letters te kopiëren, bracht verbeteringen aan de olielamp en een machine om sculpturen te kopiëren. Voor dit laatste project kocht Watt items en vermenigvuldigde ze vervolgens in de werkplaats, waarbij hij met verschillende materialen werkte. Hier overleed hij op 25 augustus 1819 op de leeftijd van 83 jaar.

## Ontwikkeling van de stoommachine
Er bestonden in die tijd al stoommachines. Zo bouwde Thomas Newcomen in 1712 een stoommachine voor het oppompen van water uit de mijnen. Het waren pogingen om met stoom arbeid te verrichten. Deze vroege 'machines' hadden een rendement van minder dan één procent. Dit leidde meer tot verspilling van brandstof dan tot enige nuttige prestatie.
Ergens in 1763 of 1764 repareerde Watt een Newcomen-stoommachine en begon manieren te bedenken om deze te verbeteren. Watt besefte dat bij een werkzame machine de afkoeling buiten de cilinder moest plaatsvinden. Hij verbond een aparte condensor aan zijn apparaat die hij gekoeld hield en de efficiëntie sprong omhoog naar 8%. Met latere verbeteringen, waaronder het gebruik van stoomdruk in plaats van atmosferische druk aan de drukzijde haalde hij uiteindelijk 19% en daarmee had hij een werkende stoommachine. In 1769 kreeg Watt een patent op deze verbeteringen.
Matthew Boulton, eigenaar van een grote fabriek, gaf Watt opdracht om een stoommachine te bouwen. Deze eerste Watt-stoommachine werd een groot succes. In 1774 begonnen Boulton en Watt gezamenlijk een bedrijf in Soho, een plaats bij Birmingham, waar ze de verbeterde stoommachines produceerden. Men kan stellen dat Watt hiermee de industriële revolutie mogelijk maakte, die het leven van de mens op aarde onomkeerbaar veranderd heeft. Tot die tijd werd nog vrijwel alle energie geleverd door menselijke en dierlijke spierkracht. Het grote voordeel ten opzichte van de al wel bekende watermolens en windmolens was, dat energie nu beschikbaar kon zijn op in principe elke gewenste tijd en plaats.

## Invloed
James Watt is degene die de paardenkracht als eenheid van vermogen introduceerde voor het classificeren van de stoommachines. Zijn versie van de eenheid komt overeen met 550 foot-pond per seconde (735,5 watt). Later werd de eenheid van vermogen in het SI-systeem naar hem genoemd:
1 watt = 1 joule/seconde.
(Een gloeilamp van 60 W zet dus elektrische energie om in licht en warmte met een tempo van 60 joule per seconde.)
Vanuit het toenmalige wetenschappelijk oogpunt was zijn werk niet goed te begrijpen, maar een latere analyse door mensen als Carnot en Clapeyron van zijn empirische triomf legde de grondslag voor de thermodynamica.

## Naslagwerk
- (en)  Marshall, Thomas H. James Watt, University of Rochester, Department of History (1925)
- (en)  National Archives Records of James Watt (1736-1819)

- Bibsys: 8035201
- Biblioteca Nacional de España: XX4615193
- Bibliothèque nationale de France: cb12846832x (data)
- Catàleg d'autoritats de noms i títols de Catalunya: 981058510071506706
- CiNii: DA00026401
- Gemeinsame Normdatei: 118629484
- International Standard Name Identifier: 0000 0001 2123 8286
- Library of Congress Control Number: n50034930
- Nationale Bibliotheek van Tsjechië: mzk2003202321
- Nationale bibliotheek van Australië: 35594482
- Nationale Bibliotheek van Israël: 987007271529805171
- Nationale Bibliotheek van Polen: a0000001183852
- Nederlandse Thesaurus van Auteursnamen: 068411499
- Réseau des bibliothèques de Suisse occidentale: 02-A022790097
- Istituto Centrale per il Catalogo Unico: MILV307562
- SNAC: w6474h8s
- Système universitaire de documentation: 07472620X
- Trove: 1008175
- Union List of Artist Names: 500078692
- Virtual International Authority File: 22269445
- WorldCat: E39PBJx8CF8fCdgyJWmxxKyTpP